# عبد الحكيم حنيني
عبد الحكيم حنيني أحد مؤسسي كتائب عز الدين القسام في الضفة الغربية، مبعد خارج فلسطين، وأسير محرر في سجون الاحتلال الإسرائيلي حتى خروجه بصفقة وفاء الأحرار، تحدث بعد خروجه لبرنامج «شاهد على العصر» فأدلى بشهادته الأولى عن نشأته في ظل الاحتلال في نابلس في الضفة الغربية، وعن الإخوان المسلمين في فلسطين الذين انصهروا لاحقاً في حركة المقاومة الإسلامية (حماس)، إضافة إلى بداية انطلاق المقاومة المسلحة في الضفة مع الانتفاضة الأولى في ديسمبر/كانون الأول 1987.

## نشأته
ولد حنيني عام 1965 في قرية بيت دجن بشرق نابلس في الضفة الغربية من عائلة بسيطة، حيث كان والده يمارس الزراعة ورعي الغنم، ووالدته كانت ربة بيت.
وكغيره من أطفال فلسطين، كان حنيني شاهدا على جرائم الاحتلال بحق الشعب الفلسطيني، من هدم للبيوت ومصادرة الأراضي وقطع الزيتون والتعذيب والإهانات. ويقول إن صورة هدم بيت جارهم محمد حنيني، الرجل المقاوم، ظلت راسخة في ذهنه حتى الآن، وكان حنيني وقتها يبلغ من العمر خمس سنوات.

## انضمامه للإخوان ثم حماس
وبسبب التزامه الديني، إلتحق بحركة الإخوان المسلمين الفلسطينية في سن 16 أو أقل، وهي الحركة التي يكشف أنها كانت حذرة وركزت في بدايتها على مسألة التربية الإسلامية وتحضير الشباب ثم الانطلاق بعدها في الجهاد والتحرير.
وكان هناك خطان للإخوان عندما اندمجوا مع حركة حماس، خط خاص بالدعوة وآخر خاص بالمقاومة، ولكنهما يعملان مع بعضهما بعضاً.
ورغم أن السياسة التي اعتمدها الإخوان في تلك الفترة جعلت العديد من قياداتها يلتحقون لاحقاً بحركة فتح التي اعتمدت مبدأ الجهاد المسلح منذ عام 1965، فإن حنيني يؤكد أن استمرار الاخوان في طريق التربية والإعداد «أعطى العمق الكبير لحركة حماس عندما انطلقت».

## في سجون الاحتلال
اعتقلته قوات الاحتلال عام 1993، وحكمت عليه بالسجن مدى الحياة بتهمة المساعدة في تأسيس كتائب القسام في الضفة الغربية. وأطلق سراحه في عام 2011 في صفقة وفاء الأحرار لتبادل الأسرى بعد أن أمضى 18 عامًا في السجون الإسرائيلية. ورحلته سلطات الاحتلال لاحقاً إلى قطر مع 15 سجيناً آخرين.

### إبعاده بعد تحريره من الأسر
أبعدته إسرائيل خارج الأراضي الفلسطينية في نفس يوم تحريره من الأسر ضمن صفقة «وفاء الأحرار» يوم 11 أكتوبر/تشرين الأول 2011 . وقد أفرجت إسرائيل بموجب هذه الصفقة عن 1050 أسيرًا وأسيرة من سجونها مقابل الجندي جلعاد شاليط الذي أسرته المقاومة الفلسطينية عام 2006.

## دراسته
وبعد إطلاق سراحه، واصل حنيني تعليمه الأكاديمي. حصل على الدكتوراه من الجامعة الوطنية الماليزية، ودكتوراه أخرى من جامعة الزيتونة في تونس. ركزت أطروحته للدكتوراه على السجناء الفلسطينيين. وفي عام 2018، أصدر كتاباً بعنوان: سياسة حماس الخارجية: سوريا كدراسة حالة، 2000-2015.  ت / مبني على أطروحة الدكتوراه التي كتبها في الجامعة الوطنية الماليزية عام 2016.

## عن شهادته على العصر
أدلى الأسير المحرر عبد الحكيم حنيني، بشهادته ضمن برنامج «شاهد على العصر» الذي تبثه قناة الجزيرة، وشرح بداية انطلاق عمليات كتائب القسام في الضفة، ونشأة الجهاز الأمني الخاص بحركة حماس تحت قيادة الشهيد جمال منصور.
وسرد حنيني بشهادته على العصر بالتفصيل، طريقة عمل كتائب القسام في الضفة الغربية في بداية عهدها، والتي نفذت عدة عمليات كان على رأسها عملية الأسير المحرر محمد بشارات عام 1990، والتي قتل وأصاب فيها جنودا تابعين لجيش الاحتلال.وتطرق لحقبة العمليات الاستشهادية، التي تطورت شيئا فشيئا بعد نجاح المهندس الشهيد يحيى عياش في تصنيع المتفجرات محليًا.
وكشف عن الكثير من معاناة وظروف الأسرى الفلسطينيين داخل سجون الاحتلال، حيث تعرض هو للاعتقال في 27 أبريل/نيسان 1993، وخاض التحقيق لمدة 150 يوما في سجن نابلس المركزي.
ولفت النظر إلى مختلف أنواع التعذيب النفسي والجسدي التي يتعرض لها الأسير لإجباره على الاعتراف، وتحدث عن الكثير من أشكال المعاناة التي يواجهها الأسرى الفلسطينيون داخل سجون الاحتلال.

### حلقات برنامج شاهد على العصر
| الحلقة | العنوان                                              | للمشاهد على الجزيرة نت | مشاهدة على اليوتيوب                                                                 |
| ------ | ---------------------------------------------------- | ---------------------- | ----------------------------------------------------------------------------------- |
| 1      | حنيني: غزة سباقة على الضفة بالمقاومة ج1              | صفحة الحلقة            | غزة سباقة على الضفة بالمقاومة ج1 على يوتيوب                                         |
| 2      | حنيني يكشف تفاصيل أولى عمليات المقاومة الفلسطينية ج2 | صفحة الحلقة            | حنيني يكشف تفاصيل عمليات المقاومةج2 على يوتيوب                                      |
| 3      | حنيني: جهزنا أول عملية استشهادية بآلة مولينكس ج3     | صفحة الحلقة            | شاهد على العصر- عبد الحكيم حنيني ج3 على يوتيوب                                      |
| 4      | حنيني: تعرضت لأبشع أنواع التعذيب بسجون الاحتلال ج4   | نص الحلقة              | شاهد على العصر ج4 على يوتيوب                                                        |
| 5      | حنيني: زنازين قذرة وصناديق حديدية لنقل الأسرى ج5     | صفحة                   | شاهد على العصر- حنيني: زنازين قذرة وصناديق حديدية لنقل الأسرى ج5 على يوتيوب         |
| 6      | حنيني: تجارب طبية تجرى على الأسرى الفلسطينيين ج6     | نص وملف الحلقة         | شاهد على العصر- عبد الحكيم حنيني ج6 على يوتيوب                                      |
| 7      | حنيني يروي قصص أسيرات عذبن وقيدن خلال الولادة ج7     | نص وملف الحلقة         | شاهد على العصر - حنيني يروي قصص أسيرات فلسطينيات بسجون الاحتلال ج7 على يوتيوب       |
| 8      | حنيني يروي قصة محاولة الهروب من "شطة" ج8             | الحلقة                 | شاهد على العصر-حنيني يروي قصة محاولة الهروب من سجن "شطة" على يوتيوب                 |
| 9      | حنيني: أسباب فشل محاولة الهروب من سجن "شطة" ج9       | صفحة الحلقة            | عبد الحكيم حنيني مع أحمد منصور: أسباب فشل محاولة الهروب من سجن "شطة" (9)            |
| 10     | حنيني: قصة السجون السرية الإسرائيلية ج10             | صفحة الحلقة            | عبد الحكيم حنيني مع أحمد منصور: قصة السجون السرية الإسرائيلية (10)                  |
| 11     | حنيني: أسر الجندي الإسرائيلي شاليط ج11               | صفحة الحلقة            | عبد الحكيم حنيني مع أحمد منصور: أسر الجندى الإسرائيلى شاليط وصفقة تبادل الأسرى (11) |

## روابط خارجية
- شاهد على العصر | عبد الحكيم حنيني
- الحلقات على موقع الجزيرة